# Mario Donatone
Mario Giacinto Donatone, né le 9 juin 1933 à Tripoli (Libye italienne) et mort à Rome (Italie) le 14 avril 2020, est un acteur italien.

## Biographie
Acteur de cinéma principalement « films italiens majoritairement », Mario Donatone débute (un petit rôle non crédité) dans Bellissima de Luchino Visconti (1951, avec Anna Magnani et Walter Chiari). Il tient son premier rôle crédité dans Eva la Venere selvaggia de Roberto Mauri (1968, avec Brad Harris et Marc Lawrence).
Par la suite, il apparaît souvent dans des films réalisés par les frères Bruno ou Sergio Corbucci, depuis Deux trouillards pistonnés de Bruno Corbucci (1971, avec Alighiero Noschese et Enrico Montesano) jusqu'à Sono un fenomeno paranormale (1985, avec Alberto Sordi et Elsa Martinelli).
Un de ses rôles les plus connus est sans doute celui de Mosca, le faux prêtre missionné pour tuer Michael Corleone (interprété par Al Pacino) dans Le Parrain 3 de Francis Ford Coppola (film américain, 1990). Citons encore Phenomena de Dario Argento (1985, avec Jennifer Connelly et Donald Pleasence), Pour l'amour de Roseanna de Paul Weiland (coproduction américano-italienne, 1997, avec Jean Reno et Mercedes Ruehl), ainsi que John Wick 2 de Chad Stahelski (film américain, 2017, avec Keanu Reeves et Riccardo Scamarcio), où il tient un de ses derniers rôles.
À la télévision italienne, entre 1982 et 2012, Mario Donatone contribue à quatre téléfilms et sept séries, dont la mini-série Un jour à Rome (1988, un épisode avec Margarita Lozano et Anouk Aimée) et le téléfilm Un uomo di rispetto (it) de Damiano Damiani (1993, avec Michele Placido et Tony Sperandeo).

## Filmographie partielle

### Cinéma
- 1951 : Bellissima de Luchino Visconti
- 1960 : Larmes de joie (Risate di gioia) de Mario Monicelli
- 1967 : Caccia ai violenti, de Nino Scolaro
- 1968 : Eva, la vierge sauvage (Eva la Venere selvaggia) de Roberto Mauri : Forrester
- 1971 : Deux trouillards pistonnés (Io no spezzo… rompo) de Bruno Corbucci : Tony Cupiello
- 1972 : Boccace raconte (Boccaccio) de Bruno Corbucci : Luigio
- 1976 : MKS... 118 (Poliziotti violenti) de Michele Massimo Tarantini : un aide du juge Vieri
- 1976 : Bluff (Bluff storia di truffe e di imbroglioni) de Sergio Corbucci : un garde de la deuxième prison
- 1976 : Flics en jeans (Squadra antiscippo) de Bruno Corbucci : un policier à l'ambassade
- 1977 : Nico l'arnaqueur (Squadra antitruffa) de Bruno Corbucci : un homme trompé
- 1979 : Brigade antigang (Squadra antigangsters) de Bruno Corbucci : un homme aux funérailles de Gitto
- 1980 : Non ti conosco più amore de Sergio Corbucci
- 1980 : Mi faccio la barca de Sergio Corbucci
- 1982 : Bello mio, bellezza mia de Sergio Corbucci
- 1982 : Le Fantôme, ma femme et moi (La casa stregata) de Bruno Corbucci : le portier de l'hôtel
- 1982 : Il conte Tacchia de Sergio Corbucci : Er Ciriola
- 1983 : Sing Sing de Sergio Corbucci
- 1984 : A tu per tu de Sergio Corbucci : le pilote français d'hélicoptère
- 1985 : Phenomena de Dario Argento : Morris Shapiro
- 1985 : Sono un fenomeno paranormale de Sergio Corbucci
- 1986 : Le Maître de la camorra (Il camorrista) de Giuseppe Tornatore : le prêtre à la première procession
- 1990 : Le Parrain 3 (The Godfather: Part III) de Francis Ford Coppola : Mosca
- 1992 : L'angelo con la pistola de Damiano Damiani : Velasco
- 1997 : Pour l'amour de Roseanna (Roseanna's Grave) de Paul Weiland : le vieux garde
- 2000 : Si fa presto a dire amore (it) d'Enrico Brignano : Gonzalo
- 2017 : John Wick 2 (John Wick: Chapter 2) de Chad Stahelski : le cardinal

### Télévision
- 1982 : Parole e sangue, mini-série de Damiano Damiani, 1er épisode : Bregni
- 1988 : Un jour à Rome (Piazza Navona), mini-série, épisode 5 Fernanda de Ricky Tognazzi
- 1993 : Un uomo di rispetto (it), téléfilm en deux parties de Damiano Damiani